# Réarrangement de Baker-Venkataraman
Le réarrangement de Baker-Venkataraman est la réaction chimique d'une 2-acétoxyacétophénone avec une base pour former une 1,3-dicétone substituée par un groupe phénol,.
La réaction a été nommée d'après les noms des chimistes Wilson Baker et Krishnaswamy Venkataraman.

## Mécanisme
La base, qui ne fait que catalyser la réaction, s'attaque à l'hydrogène de la fonction acétophénone pour former un énolate. Ce groupe énolate attaque ensuite le carbone de la fonction ester de phénol, formant ainsi un alcoolate cyclique. Ce cycle finit par se rouvrir en dicétone et phénolate, qui est reprotoné en  phénol.

## Utilisation
Le réarrangement de Baker–Venkataraman  est souvent utilisé dans la synthèse des chromones et des flavones,,,,,,,.